# Морачевская, Ольга Вячеславовна
Ольга Вячеславовна Морачевская  (10 ноября 1906, Киев — 27 февраля 1973, Москва) — советская шахматистка.

## Биография
Родилась 10 ноября 1906 года в Киеве в семье педагога. Отец, Вячеслав Григорьевич Морачевский, был основателем и единственным директором Криворожского коммерческого училища.
С 1922 года жила в Москве. Была замужем за Леонидом Антоновичем Исаевым и вторично за Владимиром Станиславовичем Квятковским.
В шахматных турнирах участвовала с 1925 года. Победила на чемпионате Московского союза совторгслужащих в 1927 году. Трижды выходила победительницей на чемпионатах Москвы (1931, 1935 и 1938). 
Во время Великой Отечественной войны была председателем шахматной секции Татарской республики, принимала активное участие в шефской госпитальной работе в Казани (1941—1943) и Москве (1944—1945). В госпиталях провела свыше 400 выступлений.
Участвовала в розыгрыше пробных партий перед началом радиоматча СССР — США по шахматам 1945 года.
После войны, почти до окончания жизни, вела шахматные секции, сначала в Московском Доме учёных, а потом в одном из районных домов пионеров Москвы.
Умерла 27 февраля 1973 года в Москве, где и похоронена рядом с родителями на Ваганьковском кладбище.

## Спортивные достижения
| Год       | Город          | Турнир                          | + | − | = | Результат | Место |
| --------- | -------------- | ------------------------------- | - | - | - | --------- | ----- |
| 1927      | Москва         | 1-й чемпионат СССР              | 5 | 3 | 2 | 6 из 10   | 4     |
| 1931      | Москва         | Чемпионат Москвы                |   |   |   | из        | 1—3   |
|           | Москва         | 2-й чемпионат СССР              | 3 | 3 | 2 | 4 из 8    | 4—6   |
| 1934/1935 | Ленинград      | 3-й чемпионат СССР              | 1 | 7 | 1 | 1½ из 9   | 10    |
| 1935      | Москва         | Чемпионат Москвы                |   |   |   | из        | 1—2   |
| 1937      | Ростов-на-Дону | 5-й чемпионат СССР              | 8 | 2 | 5 | 10½ из 15 | 2—3   |
| 1938      | Москва         | Чемпионат Москвы                |   |   |   | из        | 1—2   |
| 1939      |                | Командный турнир профсоюзов     |   |   |   | из        |       |
| ?         |                | Полуфинал 6-го чемпионата СССР  |   |   |   | из        |       |
| ?         |                | Полуфинал 7-го чемпионата СССР  |   |   |   | из        |       |
| ?         |                | Полуфинал 10-го чемпионата СССР |   |   |   | из        |       |
| ?         |                | Полуфинал 11-го чемпионата СССР |   |   |   | из        |       |
| 1946      | Москва         | Чемпионат Москвы                |   |   |   | из        |       |
| 1949      | Москва         | Чемпионат Москвы                |   |   |   | из        |       |
| 1950      | Москва         | Чемпионат Москвы                |   |   |   | из        |       |